# Charles-Marie Widor
Charles-Marie Widor, né le 21 février 1844 à Lyon et mort le 12 mars 1937 à Paris (Seine), est un organiste, professeur et compositeur français.
La célébrité de la Toccata de sa Symphonie no 5 opus 42 en fait l'une des pièces pour orgue les plus jouées encore de nos jours.

## Biographie

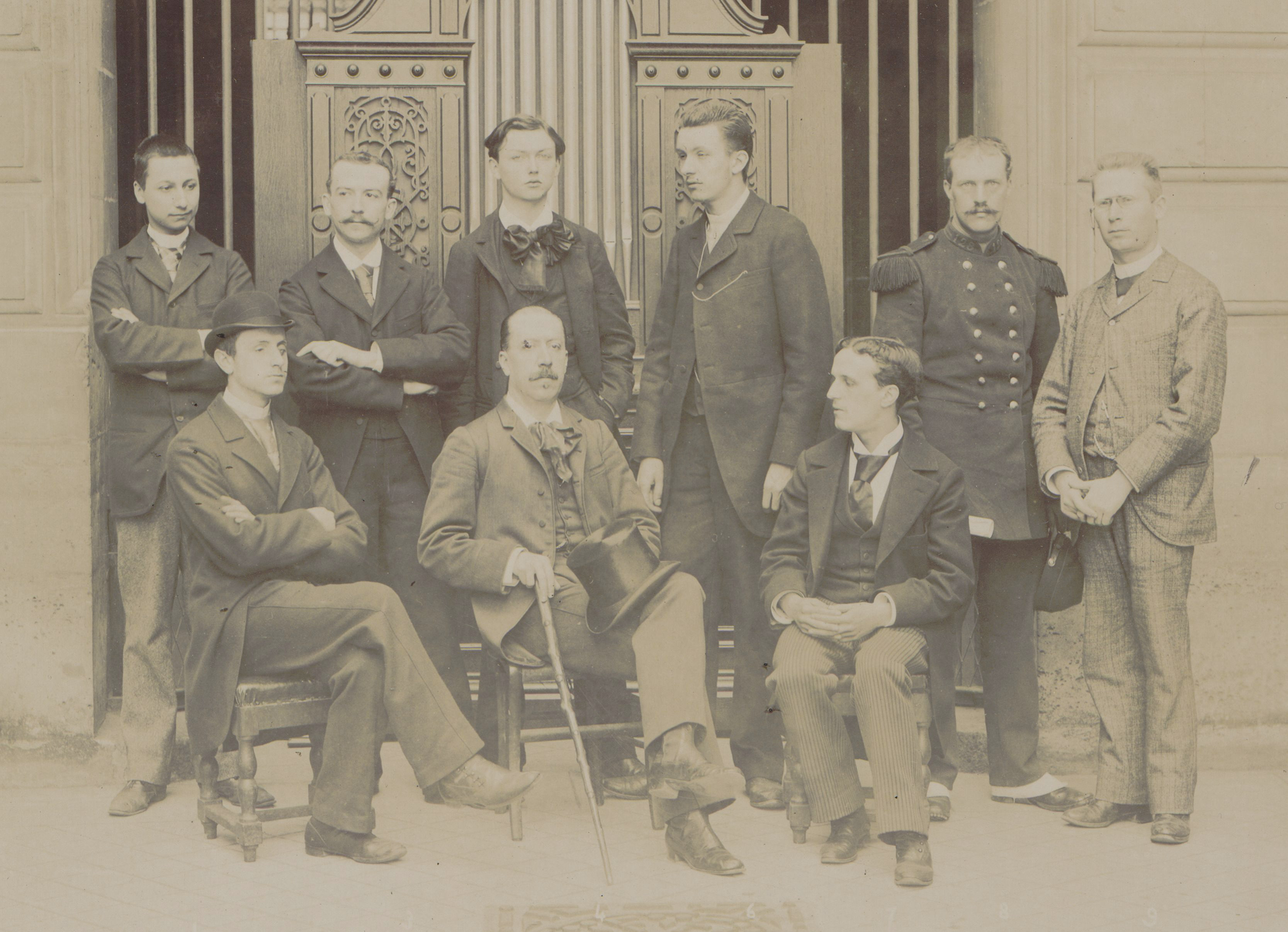
Classe d'orgue de Charles-Marie Widor au Conservatoire de Paris en 1895.

D’abord élève de son père François-Charles (1811-1899), organiste à Saint-François de Sales de Lyon (1838-1889), il le remplace sur le banc de l’orgue paroissial à 11 ans, avant de poursuivre ses études à Bruxelles avec Fétis (théorie, composition) et Jacques-Nicolas Lemmens (orgue).
En 1860, il revient à Lyon, où il est organiste de Saint-François. Vers 1865, il s'installe à Paris et assiste Saint-Saëns à la Madeleine à partir de 1868. En 1870, il est nommé suppléant de Lefébure-Wély à l'orgue Cavaillé-Coll de Saint-Sulpice. Il ne fut jamais officiellement titularisé à ce poste qu’il tint pendant 64 ans.
Il est nommé professeur d’orgue au Conservatoire de Paris de 1890 à 1896, succédant à César Franck. Il reprend ensuite la classe de composition musicale de Théodore Dubois lorsque celui-ci est nommé directeur de l'établissement (1896-1905). Il compte parmi ses élèves les organistes Louis Vierne, Albert Schweitzer, Charles Tournemire et Marcel Dupré, ainsi que Henri Libert (organiste de la Basilique Saint-Denis), Arthur Honegger, Edgar Varèse et Darius Milhaud. Widor réforme en profondeur l'enseignement de l'orgue en préconisant notamment le raisonnement et le rationalisme dans son exécution[pas clair], de même que la connaissance des grandes œuvres de Jean-Sébastien Bach.
À partir de 1880, il a publié sous le pseudonyme d'« Aulétès » des critiques musicales dans le journal L'Estafette.
En 1882, il est lauréat du prix Chartier de l'Institut pour sa production de musique de chambre.
Il est nommé chevalier de la Légion d’honneur en 1892. Il est élevé à la dignité de grand officier par décret du 17 juin 1933. Élu membre de l’Académie des beaux-arts en 1910, il en est nommé secrétaire perpétuel le 18 juillet 1914. Il épouse Mathilde de Montesquiou-Fézensac de 40 ans sa cadette, le 26 avril 1920 à la chapelle du château d’Hauteville à Charchigné.
Ami de la comtesse de Béarn, née Martine de Béhague, Widor est en quelque sorte son maître de chapelle pendant vingt ans pour les concerts organisés dans la "Salle byzantine" de la rue Saint-Dominique.
En 1921, il fonde avec Francis-Louis Casadesus, le Conservatoire américain de Fontainebleau qu’il dirige jusqu’en 1934.
Comme virtuose de l’orgue, Widor s'est produit dans 23 pays. Il a fait de nombreuses tournées en Europe (France, Allemagne, Pays-Bas, Portugal, Italie, Suisse et Pologne), sans oublier l’Angleterre et la Russie. Il est souvent invité à inaugurer des instruments de Cavaillé-Coll comme ceux de Notre-Dame de Paris, Saint-Germain-des Prés, Saint-Ouen de Rouen, du palais du Trocadéro et le nouvel orgue de sa paroisse natale, Saint-François de Lyon.
Il joue en public jusqu'à l'âge de 90 ans et démissionne de son poste à Saint-Sulpice le 31 décembre 1933. Marcel Dupré, son élève et assistant, lui succède.
Il meurt à son domicile 3 rue de Belloy dans le 16e arrondissement de Paris le 12 mars 1937.
Il est inhumé dans une crypte située sous l'église Saint-Sulpice de Paris.

## Compositions

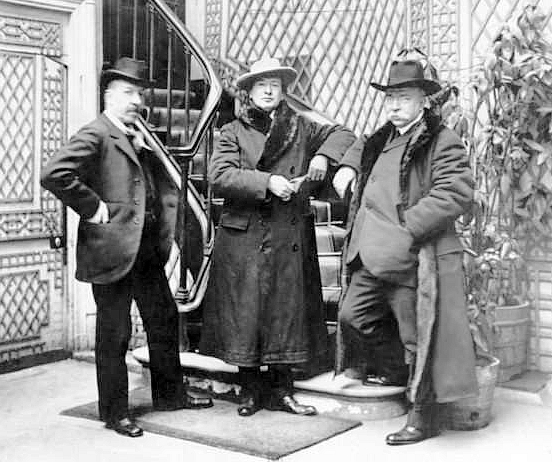
Charles-Marie Widor avec Ferruccio Busoni et Isidor Philipp au restaurant Foyot, rue de Tournon à Paris, vers 1910.

Charles-Marie Widor laisse une centaine d'œuvres environ. Il est l'auteur d'œuvres de musique de chambre, dont des quintettes avec piano, des trios et des sonates pour violon, il rencontre un certain succès avec un opéra, Les Pêcheurs de Saint-Jean, en 1905. Il est toutefois plus connu pour ses compositions de musique orchestrale, notamment son poème symphonique la Nuit de Walpurgis, sa Fantaisie pour piano et orchestre, ses deux Concertos pour piano, son Concerto pour violoncelle, et, surtout, ses dix symphonies pour orgue.
La musique d'orgue de Widor est conçue pour les grandes orgues symphoniques Aristide Cavaillé-Coll que l'on trouve dans plusieurs des principales églises de Paris (Notre-Dame de Paris, La Madeleine, Notre-Dame-de-Lorette, Saint-Vincent-de-Paul, Saint Sulpice, etc.). Certains mouvements de ses symphonies, notamment cette fameuse Toccata qui termine la Symphonie nº 5 opus 42, la Marche pontificale de la Symphonie no 1, ou encore l'Allegro ouvrant la Symphonie no 6, sont d'une grande virtuosité.
Widor est résolument le premier symphoniste de la littérature pour orgue. Il connaissait la musique allemande, mais son goût est bien plus dans une tradition française de la suite, et pour l'art qui ne s'annonce pas. Il appelait ses grandes œuvres Symphonies, mot qui les lie à la tradition symphonique allemande, mais les symphonies de Widor sont bien autres que des symphonies classiques en quatre mouvements. Les huit premières symphonies pour orgue de Widor ressemblent plus aux suites françaises qu'aux symphonies de Beethoven. Elles sont composées de cinq ou six mouvements caractéristiques, tels que Prélude, Marche, Menuet, Pastorale, Toccata. Les deux dernières symphonies, Gothique (pour Noël) et Romane (pour Pâques), sont remarquables pour leur usage du grégorien dans un contexte qui résume tout l'art de leur compositeur.
On continue toujours à jouer ses compositions, notamment sa fameuse Toccata, mouvement final de sa 5e Symphonie pour orgue, dont la célébrité a fini par occulter le reste de son œuvre. Sa musique a été à l'honneur lors du mariage d'Élisabeth II, reine d'Angleterre en 1947.
Widor est par ailleurs l'auteur d'un traité d'orchestration. Il l'a conçu comme un complément au traité d'orchestration de Berlioz, rendu nécessaire selon lui par les progrès des instruments depuis la rédaction de ce dernier ouvrage alors universellement adopté par les compositeurs de musique symphonique.

### Œuvres instrumentales

#### Pièces orchestrales
- Symphonie no 1 op. 16 (1870, Durand)
- Concerto pour piano et orchestre no 1 op. 39 (1876, Hamelle)
- Concerto pour violoncelle et orchestre op. 41 (1882, Hamelle)
- Symphonie pour orgue et orchestre op. 42a (1882, A-R Editions)
- Chant séculaire pour soprano solo, chœur et orchestre op. 49
- Symphonie no 2 op. 54 (1886, Heugel)
- Maître Ambros pour orchestre op. 56 (Hamelle)
- La nuit de Walpurgis - poème symphonique op. 60 pour chœur et orchestre (1887, Hamelle)
- Fantaisie pour piano et orchestre op. 62 (1889, Durand)
- Conte d’Avril pour orchestre op. 64 (Heugel)
- Symphonie no 3 pour orgue et orchestre op. 69 (1894, Schott)
- Choral et Variations pour harpe et orchestre op. 74 (1900, Leduc)
- Concerto pour piano et orchestre no 2 op. 77 (1906, Heugel)
- Sinfonia sacra pour orgue et orchestre op. 81 (1908, Otto Junne)
- Symphonie antique pour solistes, chœur, orgue et orchestre op. 83 (1911, Heugel)
- La Korrigane pour orchestre WoO (1880, Heugel)[10]
- Ouverture espagnole pour orchestre WoO (1897, Heugel)

#### Orgue solo
- Symphonie pour orgue no 1 op. 13 no 1 (1872, Hamelle)
- Symphonie pour orgue no 2 op. 13 no 2 (1872, Hamelle)
- Symphonie pour orgue no 3 op. 13 no 3 (1872, Hamelle)
- Symphonie pour orgue no 4 op. 13 no 4 (1872, Hamelle)
- Marche Américaine (transcription par Marcel Dupré : no. 11 des 12 Feuillets d’Album op. 31, Hamelle)
- Symphonie pour orgue nº 5 op. 42 no 1 (1887, Hamelle)
- Symphonie pour orgue no 6 op. 42 no 2 (1887, Hamelle)
- Symphonie pour orgue no 7 op. 42 no 3 (1887, Hamelle)
- Symphonie pour orgue no 8 op. 42 no 4 (1887, Hamelle)
- Marche Nuptiale op. 64 (1892) (transcription de Conte d'avril, Schott)
- Symphonie pour orgue no 9 « Gothique » op. 70 (1895, Schott)
- Symphonie pour orgue no 10 « Romane » op. 73 (1900, Hamelle)
- Bach's Memento (1925, Hamelle)
- Suite Latine op. 86 (1927, Durand)
- Trois Nouvelles Pièces op. 87 (1934, Durand)

#### Musique de chambre
- Quintette avec piano op. 7 (1890, Hamelle)
- Sérénade op. 10 (1883, Hamelle) - Piano, Flûte, Violon, Violoncelle et Harmonium
- Sérénade op. 10 - Violon, Violoncelle and Piano (Hamelle)
- Sérénade op. 10 - Violon et Piano (arr. Bordes) (Hamelle)
- Sérénade op. 10 - Violoncelle et Piano (arr. Delsart) (Hamelle)
- Sérénade op. 10 - Violon, Violoncelle et Piano (Hamelle)
- Valse op. 11 no 1 - Violon et Piano (Hamelle)
- Valse impromptu op. 15 no 16 - Violon et Piano (Hamelle)
- Trio pour Piano, Violon et Violoncelle, op. 19 (1875, Hamelle)
- Suite op. 21 no 1-3 - Piano et Violon (Hamelle)
- 3 Pièces op. 21 - Violoncelle et Piano (Hamelle)
- Valse op. 26 no 6 - Piano et Violon (Hamelle)
- Suite op. 34 - Flûte et Piano (1898) (Heugel)
- Toccata op. 42 no 1 (transcription du 5e mouvement de la Symphonie pour orgue No. 5) (Hamelle)
- Sonate op. 50 - Violon et Piano (Hamelle)
- Soirs d'Alsace - 4 Duos op. 52 - Violon, Violoncelle et Piano (1908) (Hamelle)
- Cavatine op. 57 - Violon et Piano
- Quatuor pour Violon, Alto, Violoncelle et Piano, op. 66 (1891, Durand)
- Quintette pour 2 Violons, Alto, Violoncelle et Piano, op. 68 (1896, Durand)
- Introduction et Rondo, op. 72 - Clarinette et Piano (1898, Leduc)
- Suite op. 76 - Violon et Piano (Hamelle)
- Sonate op. 79 - Violon et Piano (Heugel)
- Sonate op. 80 - Violoncelle et Piano (Heugel)
- Salvum fac populum tuum op. 84 - 3 Trompettes, 3 Trombones, Percussions et Orgue (Heugel)
- Humoresque - Violon, Violoncelle et Piano
- 4 Pièces - Violon, Violoncelle et Piano (1890)
- 6 Duos - Piano et Harmonium (1891, Pérégally & Parvy Fils)
- Sérénade - Piano et Harmonium (1905, Schott)
- 4 Duos - Violon, Violoncelle et Piano (1908)
- 3 Pièces - Hautbois et Piano (1891)
- Suite - Violoncelle et Piano (1912)
- Suite Florentine - Flûte ou Violon et Piano (1920)

#### Piano solo
- Airs de ballet op. 4 (Hamelle)
- Scherzo Brillant op. 5
- Sérénade op. 6
- La prière op. 7
- L'orientale, scherzo op. 8
- Caprice op. 9
- Sérénade op. 10 (Hamelle)
- 3 Valses op. 11 (Hamelle)
- Impromptu op. 12 (Hamelle)
- 6 Morceaux de Salon op. 15 (1872, Hamelle)
- Prélude, andante et final op. 17
- Scènes de Bal op. 20
- 6 Valses caractéristiques op. 26 (1877, Hamelle)
- 12 Feuillets d’Album op. 31 (1877, Hamelle)
- Conte d'Automne op. 42 no 1 (1904, Hamelle) (transcription du second mouvement de la Symphonie pour orgue No. 5)
- Toccata op. 42 no 1 (transc. du 5emouvement de la Symphonie pour orgue No. 5) (Hamelle)
- Dans les bois op. 44
- Romance op. 46
- Suite polonaise op. 51 (1885, Hamelle)
- Suite op. 58 (1887)
- Carnaval op. 61
- Suite Écossaise op.78 (1905)
- Variations de concert sur un thème original (1867)
- La Barque (Fantaisie Italienne) (1877, Durand)
- La Corricolo (Fantaisie Italienne) (1877, Durand)
- Scherzo-Valse (1878, Durand)
- Fileuse (1909)
- Fugue sur le nom d'Haydn, composée pour l'Hommage à Joseph Haydn (1910)

#### Deux pianos
- Sérénade op. 10 (arrangement de Frène) (Hamelle)
- Symphonie no 1 op. 16 (Durand)
- Marche américaine op. 31 nº 11 (1890, Hamelle)
- Concerto pour piano no 1 op. 39 (1876, Hamelle)
- Toccata op. 42 no 1 (arr. Isidor Philipp) (transcription du 5e mouvement de la Symphonie pour orgue nº 5) (Schirmer)
- Symphonie no 2 op. 54 (Durand)
- Fantaisie op. 62 (Durand)
- Conte d'avril op. 64 (Schott)

### Œuvres vocales

#### Musique sacrée
- O Salutaris op. 8 (Hamelle) - contralto ou baryton et orgue
- Tantum ergo op. 18 no 1 (Hamelle) - chœur d'hommes, chœur mixte et orgue
- Regina cœli op. 18 no 2 (Hamelle) - chœur d'hommes, chœur mixte et orgue
- Quam dilecta tabernacula tua op. 23 no 1 (1876, Hamelle) - chœurs et orgue
- Tu es Petrus op. 23 no 2 (1876, Hamelle) - chœurs et orgue
- Surrexit a mortuis (Sacerdos et Pontifex) op. 23 no 3 (1876, Hamelle) - chœurs et deux orgues
- Ave Maria op. 24 (Hamelle) - mezzo-soprano, harpe et orgue
- Messe op. 36 (1890, Hamelle) - chœurs et orgue
- Ave Maria op. 59 - voix et orgue
- O salutaris op. 63 - voix, violon ou violoncelle et orgue
- Ecce Joanna, Alleluia! (1925, Schola Cantorum) - chœur mixte et orgue
- Psaume 112 (1879) - chœurs, orgue et orchestre

#### Musique profane
- 6 Mélodies op. 14 (1872, Hamelle) - voix et piano
- 6 Mélodies op. 22 (1875, Hamelle) - voix et piano
- 3 Chants op. 25 (Hamelle) - chœur mixte
- 3 Mélodies op. 28 - voix et piano
- 2 Duos op. 30 - soprano, contralto et piano
- 3 Mélodies italiennes op. 32 (Hamelle) - voix et piano
- 3 Mélodies italiennes op. 35 (Hamelle) - voix et piano
- 6 Mélodies op. 37 (Hamelle) - voix et piano
- 2 Duos op. 40 (Hamelle) - soprano, contralto et piano
- 6 Mélodies op. 43 (Hamelle) - voix et piano
- 6 Mélodies op. 47 (Hamelle) - voix et piano
- 6 Mélodies op. 53 - voix et piano
- Soirs d’été op. 63 (1889, Durand) - voix et piano
- Mon bras pressait (Hamelle) - soprano et piano
- Contemplation (Hamelle) - mezzo-soprano et piano

### Musique de théâtre
- Conte d’Avril op. 64 (1885) : musique de scène
- Maître Ambros : drame lyrique en 4 actes et 5 tableaux de François Coppée & Auguste Dorchain (réduction pour piano publiée chez Heugel, 1886)
- Jeanne d'Arc. Légende mimée en 4 tableaux : I, Domrémy, II, La Délivrance d'Orléans, III, Le Bûcher, IV, L'Apothéose, Chant militaire. Poésie d'Auguste Dorchain. Musique de Ch. M. Widor. Paris, Hippodrome, 25 juin 1890 (éd. Paris, Hamelle, s. d.)
- Les pêcheurs de Saint-Jean, opéra (1904, Heugel)
- Nerto WoO (1924, Heugel)

### Publications
- Charles-Marie Widor, Initiation musicale, Librairie Hachette, coll. des Initiations, Paris, 1923, 159 p.
- Charles-Marie Widor, Technique de l'orchestre moderne (faisant suite au Traité d'instrumentation et d'orchestration de Berlioz), Henry Lemoine & Cie, Paris, Bruxelles, 1904.

## Discographie
- L'œuvre intégrale pour orgue, par Ben van Oosten aux orgues Cavaillé-Coll de St-Ouen de Rouen, St-Sernin de Toulouse, église Saint-François-de-Sales de Lyon et Sta. María d'Azkoitia (Espagne).
- Les 10 symphonies pour orgue, par Pierre Pincemaille sur dix orgues Cavaillé-Coll - Solstice SOCD 181-185 (Diapason d'or[11]).
- 3e, 6e et 10e symphonies pour orgue, par Marc Dubugnon aux Grandes Orgues de l'Église réformée Saint-Martin de Vevey, les trois symphonies sur YouTube
- 6e et 5e symphonies pour orgue, par Olivier Latry aux Grandes Orgues de Notre-Dame de Paris.
- Bach's memento (1925), Suite latine (1928), op. 86 ; Trois nouvelles pièces, op. 87 (1934), par Denis Tchorek aux Grandes Orgues Charles Mutin de Saint-Pierre de Douai (2017, Hortus 148)
- Suite pour flûte et piano Op.34, par Emmanuel Pahud et Éric Le Sage.

## Honneurs
- Académie des beaux-arts (fauteuil 3) le 29 octobre 1910[12]
- Secrétaire perpétuel de l'Académie des beaux-arts le 18 juillet 1914

## Décorations
- Grand officier de la Légion d'honneur  (1933[13]), Commandeur (1929), Officier (1922), Chevalier (1892).
- Grand officier de l'ordre de la Couronne (Belgique, 1935).
- Chevalier de l'ordre du Christ (Portugal).

## Hommages
Le compositeur Edgar Varèse, qui a été son élève, avait conservé une grande admiration pour l'homme et pour l'œuvre.
Dans le 16e arrondissement de Paris, la rue Charles-Marie-Widor lui rend hommage.
L'astéroïde (6829) Charmawidor, découvert en 1991, est nommé en son honneur.

#### Bases de données et dictionnaires
- Ressources relatives à la musique :   - International Music Score Library Project
  - Bayerisches Musiker-Lexikon Online
  - Carnegie Hall
  - Discography of American Historical Recordings
  - Discogs
  - Grove Music Online
  - MGG Online
  - MusicBrainz
  - Musopen
  - Muziekweb
  - Operone
  - Projet Mutopia
  - Répertoire international des sources musicales
- Ressources relatives aux beaux-arts :   - Académie des arts de Berlin
  - Académie des beaux-arts
  - AGORHA
- Ressources relatives à la recherche :   - The Academic Family Tree
  - La France savante
  - Isidore
- Ressource relative au spectacle :   - Les Archives du spectacle
- Ressource relative à plusieurs domaines :   - Radio France
- Ressource relative à la vie publique :   - base Léonore
- Ressource relative à l'audiovisuel :   - IMDb
- Ressource relative au sport :   - Olympedia
- Notices dans des dictionnaires ou encyclopédies généralistes :   - Britannica
  - Brockhaus
  - Den Store Danske Encyklopædi
  - Deutsche Biographie
  - Gran Enciclopèdia Catalana
  - Hrvatska Enciklopedija
  - Internetowa encyklopedia PWN
  - Nationalencyklopedin
  - Store norske leksikon
  - Universalis
  - Visuotinė lietuvių enciklopedija
- Notices d'autorité :   - VIAF
  - ISNI
  - BnF (données)
  - IdRef
  - LCCN
  - GND
  - Italie
  - Japon
  - CiNii
  - Espagne
  - Belgique
  - Pays-Bas
  - Pologne
  - Israël
  - NUKAT
  - Catalogne
  - Suède
  - Vatican
  - WorldCat